# Coll de la Pua
El Coll de la Pua és un coll a 1.256,6 m. alt. del terme municipal de Sant Esteve de la Sarga, al Pallars Jussà.
Passava per aquest coll l'antic camí ral que enllaçava el Pla de Lleida amb les comarques dels dos Pallars i la Ribagorça. És al sud del poble de Sant Esteve de la Sarga i del Coll de Fabregada. Pertany al Montsec de Sant Esteve.